# Scooby-Doo et Krypto
Série
Scooby-Doo et la Mission d'Halloween
(2022)
Pour plus de détails, voir Fiche technique et Distribution.
Scooby-Doo et Krypto (Scooby-Doo! and Krypto, Too!) est un vidéofilm d'animation américain réalisé par Cecilia Aranovich, sorti en 2023. Il s'agit du 38e long métrage de la franchise Scooby-Doo, détenue par Warner Bros..

## Synopsis
La Ligue des justiciers a disparu et un fantôme hante leur quartier général, le hall de justice. Mystères Associés et Krypto mènent l'enquête.

## Fiche technique
Sauf indication contraire, les informations mentionnées dans cette section peuvent être confirmées par la base de données cinématographiques IMDb,  présente dans la section « Liens externes ».
- Titre : Scooby-Doo et Krypto
- Titre original : Scooby-Doo! and Krypto, Too!
- Réalisation : Cecilia Aranovich
- Scénario : T. K. O'Brian
- Musique : Robert J. Kral
- Montage : Kyle Stafford
- Production : James Krieg et Rick Morales
- Sociétés de production : Warner Bros. Animation et DC Studios
- Pays d'origine :  États-Unis
- Langue originale : anglais
- Genre : Animation, action, comédie et science-fiction
- Format : couleur - numérique - 16/9 - son stéréo
- Durée : 76 minutes
- Dates de sortie : 
  -  États-Unis : 26 septembre 2023 (DVD)
  -  France : 26 septembre 2023 (VOD)

## Distribution

### Voix françaises
- Éric Missoffe : Sammy / Scooby-Doo
- Mathias Kozlowski : Fred / Krypto
- Caroline Pascal : Véra
- Céline Melloul : Daphné
- Pascale Chemin : Loïs Lane
- Alexandre Gillet : Jimmy Olsen
- Paul Borne : Lex Luthor
- Géraldine Asselin : Mercy Graves
- Ariane Deviègue : la maire Fleming
- Jacques Bouanich : J.B.
- Laura Zichy : Helen
- Thibaut Lacour : Clark Kent / Superman
- Véronique Desmadryl : Wonder Woman
- Dorothée Pousséo : Harley Quinn
- Stéphane Ronchewski : le Joker
- Patrick Delage : l'ordinateur / Rex Ruthor

Version française
- Studio de doublage : Dubbing Brothers
- Direction artistique : Danièle Bachelet
- Adaptation : Isabelle Neyret

 Sauf indication contraire ou complémentaire, les informations mentionnées dans cette section proviennent du générique de fin de l'œuvre audiovisuelle présentée ici.